# Тунель Рауля Уранги — Карлоса Сильвестре Беньїса
Тунель Рауля Уранги — Карлоса Сильвестре Беньїса (ісп. Túnel Subfluvial Raúl Uranga - Carlos Sylvestre Begnis) — підводний тунель, що з'єднує провінції Ентре-Ріос і Санта-Фе в Аргентині, під річкою Парана. Тунель прокладено від столиці Ентре-Ріос, міста Парана, до острова Санта-Кандіда, що за 15 км від міста Санта-Фе.

## Історія та опис
Тунель було відкрито 13 грудня 1969 року після десятиліть відхилення проектів, хибних ідей та затримок у роботі (серед інших було відкинуто ідею будівництва підвісного мосту). Губернатори двох провінцій, Рауль Уранга та Карлос Сильвестре Беньїс, підписали угоду про початок будівництва у 1960 році; перший камінь було закладено 1962 року, а перші переходи тунелю було прокладено у 1966 році. Будівництво проводив виробничий консорціум на чолі з німецькою компанією Hochtief AG.
У 2004 році трафік тунелю становив 2 780 133 машин, з яких понад 2.2 мільйони легкових автомобілів і мотоциклів, решта — вантажівки (більшість 8- або 10-колісні).
До відкриття мосту Росаріо-Вікторія це був єдиний шлях між двома економічно важливими регіонами країни.
Первинно тунель було названо на честь Ернандо Аріаса де Сааведри, першого губернатора у Південній Америці, який мав європейське походження, але народився в Америці. У 2001 назву було змінено на честь колишніх губернаторів, які затвердили проект будівництва.

## Технічна характеристика
Тунель складається із заглиблених труб довжиною 65,45 метрів кожна й вагою 4500 тонн. Зовнішній діаметр труби — 10,8 м, товщина стін — 50 см. Загальна довжина шляхового полотна становить 2397 м, з кожного боку тунелю є пандуси довжиною 270 м. Ширина дороги — 7,5 м, висота до стелі — 4,41 м. Максимальна глибина прокладання тунелю — 32 м під середнім рівнем води у річці.